# Hexaplex
Hexaplex là một chi ốc biển cỡ trung, động vật thân mềm chân bụng sống ở biển, thuộc họ Muricidae, (họ ốc gai).

## Các loài
Các loài trong chi Hexaplex gồm có:
- Hexaplex angularis (Lamarck, 1822)
- †Hexaplex arietinus (Millet, 1865)
- Hexaplex bifasciatus (A. Adams, 1853)
- † Hexaplex bourgeoisi (Tournouër, 1875)
- Hexaplex brassica (Lamarck, 1822)
- Hexaplex cichoreum (Gmelin, 1791)
- Hexaplex conatus (McMichael, 1964)
- Hexaplex duplex Röding, 1798
- Hexaplex erythrostomus (Swainson, 1831)
- Hexaplex fulvescens (Sowerby II, 1834)
- Hexaplex kuesterianus (Tapparone-Canefri, 1875)
- † Hexaplex ledoni Ceulemans, van Dingenen, Merle & Landau, 2016
- Hexaplex megacerus (G.B. Sowerby II, 1834)
- Hexaplex pecchiolianus (d'Ancona, 1871)
- Hexaplex princeps (Broderip, 1833)
- Hexaplex regius (Swainson, 1821)
- Hexaplex rileyi D'Attilio & Myers, 1984
- Hexaplex rosarium (Röding, 1798)
- Hexaplex saharicus (Locard, 1897)
- Hexaplex stainforthi (Reeve, 1843)
- † Hexaplex tapparonii (Bellardi, 1873)
- † Hexaplex tridentatus (Tate, 1888)
- Hexaplex trunculus (Linnaeus, 1758)
- † Hexaplex turonensis (Dujardin, 1837)

Các loài đồng nghĩa
- Hexaplex ambiguus (Reeve, 1845): syn. Muricanthus ambiguus (Reeve, 1845)
- Hexaplex anatomica Perry, 1811: syn. Homalocantha anatomica (Perry, 1811) (original combination)
- Hexaplex bojadorensis (Locard, 1897): syn. Favartia bojadorensis (Locard, 1897)
- Hexaplex bozzadamii (Franchi, 1990): syn. Hexaplex kusterianus bozzadamii (Franchi, 1990),: syn. Hexaplex kuesterianus bozzadamii (Franchi, 1990)
- Hexaplex foliacea Perry, 1811: syn. Hexaplex cichoreum (Gmelin, 1791) (synonym)
- Hexaplex fusca Perry, 1811: syn. Homalocantha scorpio (Linnaeus, 1758) (synonym)
- Hexaplex kusterianus: syn. Hexaplex kuesterianus (Tapparone Canefri, 1875) (misspelling)
- Hexaplex nigritus (Philippi, 1845): syn. Muricanthus nigritus (Philippi, 1845)
- Hexaplex punctuata Perry, 1811: syn. Hexaplex fulvescens (G. B. Sowerby II, 1834) (nomen oblitum)
- Hexaplex puniceus W. R. B. Oliver, 1915: syn. Favartia garrettii (Pease, 1868)
- Hexaplex radix (Gmelin, 1791): syn. Muricanthus radix (Gmelin, 1791)
- Hexaplex ryalli Houart, 1993: syn. Hexaplex saharicus ryalli Houart, 1993 (original combination)
- Hexaplex strausi (A.H. Verrill, 1950): syn. Muricanthus strausi (A. H. Verrill, 1950)
- Hexaplex tenuis Perry, 1811: syn. Homalocantha scorpio (Linnaeus, 1758) (synonym)
- Hexaplex turbinatus : syn. Hexaplex duplex (Röding, 1798)
- Hexaplex varius (Sowerby II, 1834): syn. Chicoreus varius (G. B. Sowerby II, 1834)

## Các loài tuyệt chủng
Các loài Hexaplex đã tuyệt chủng:
- †Hexaplex (Hexaplex) colei   Palmer 1937
- †Hexaplex (Hexaplex) engonatus   Conrad 1833
- †Hexaplex (Hexaplex) etheringtoni   Vokes 1968
- †Hexaplex (Hexaplex) katherinae   Vokes 1968
- †Hexaplex (Hexaplex) marksi   Harris 1894
- †Hexaplex (Hexaplex) silvaticus   Palmer 1937
- †Hexaplex (Hexaplex) supernus   Palmer 1947
- †Hexaplex (Hexaplex) texanus   Vokes 1968
- †Hexaplex (Hexaplex) vanuxemi   Conrad 1865
- †Hexaplex (Hexaplex) veatchi   Maury 1910
- †Hexaplex (Trunculariopsis) bourgeoisi   Tournouër 1875
- †Hexaplex (Trunculariopsis) brevicanthos   Sismonda 1847
- †Hexaplex (Trunculariopsis) campanii   De Stefani and Pantanelli 1878
- †Hexaplex (Trunculariopsis) rudis   Borson 1821
- †Hexaplex hertweckorum   Petuch 1988

## Hình ảnh

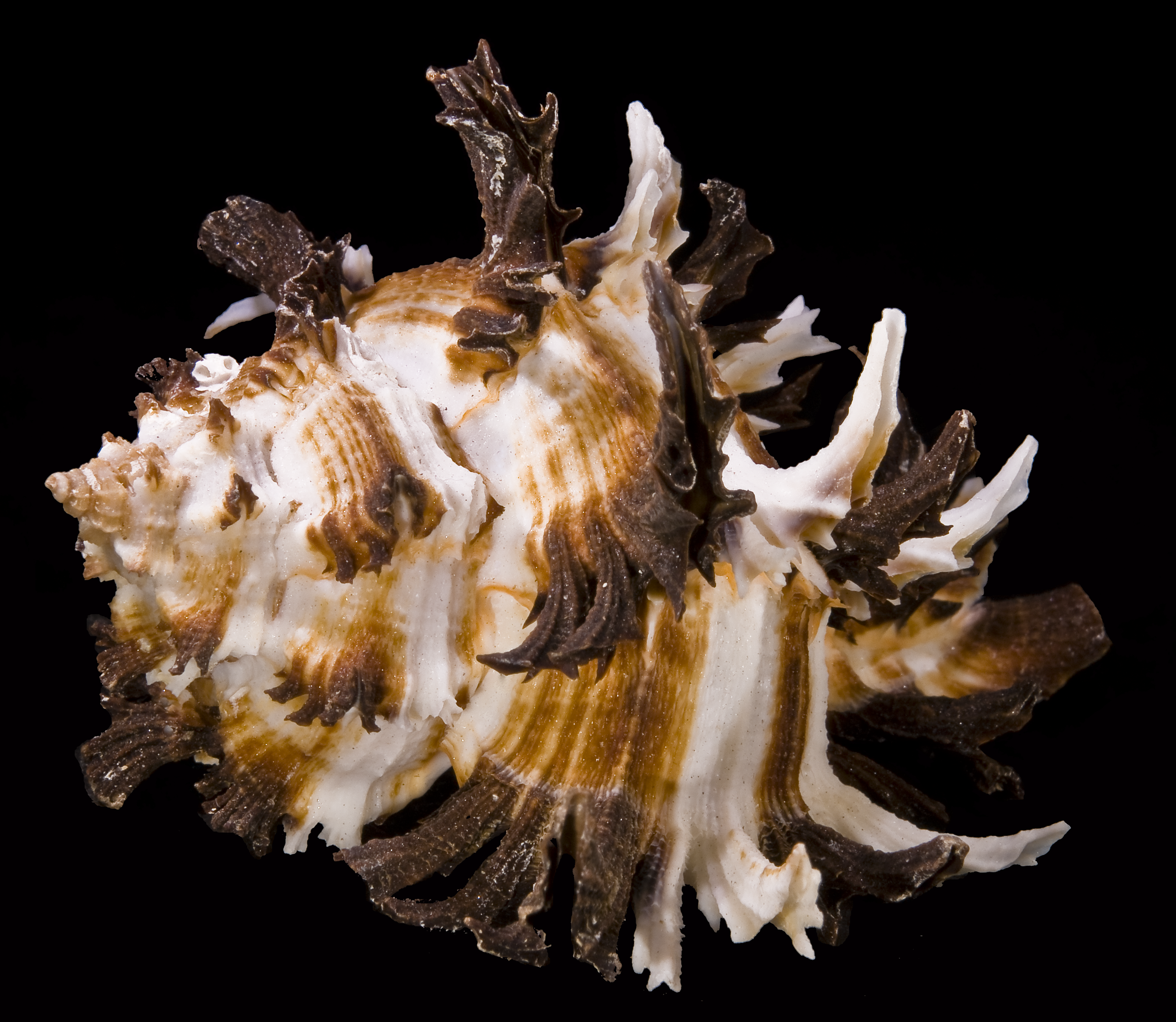
Hexaplex cichoreum
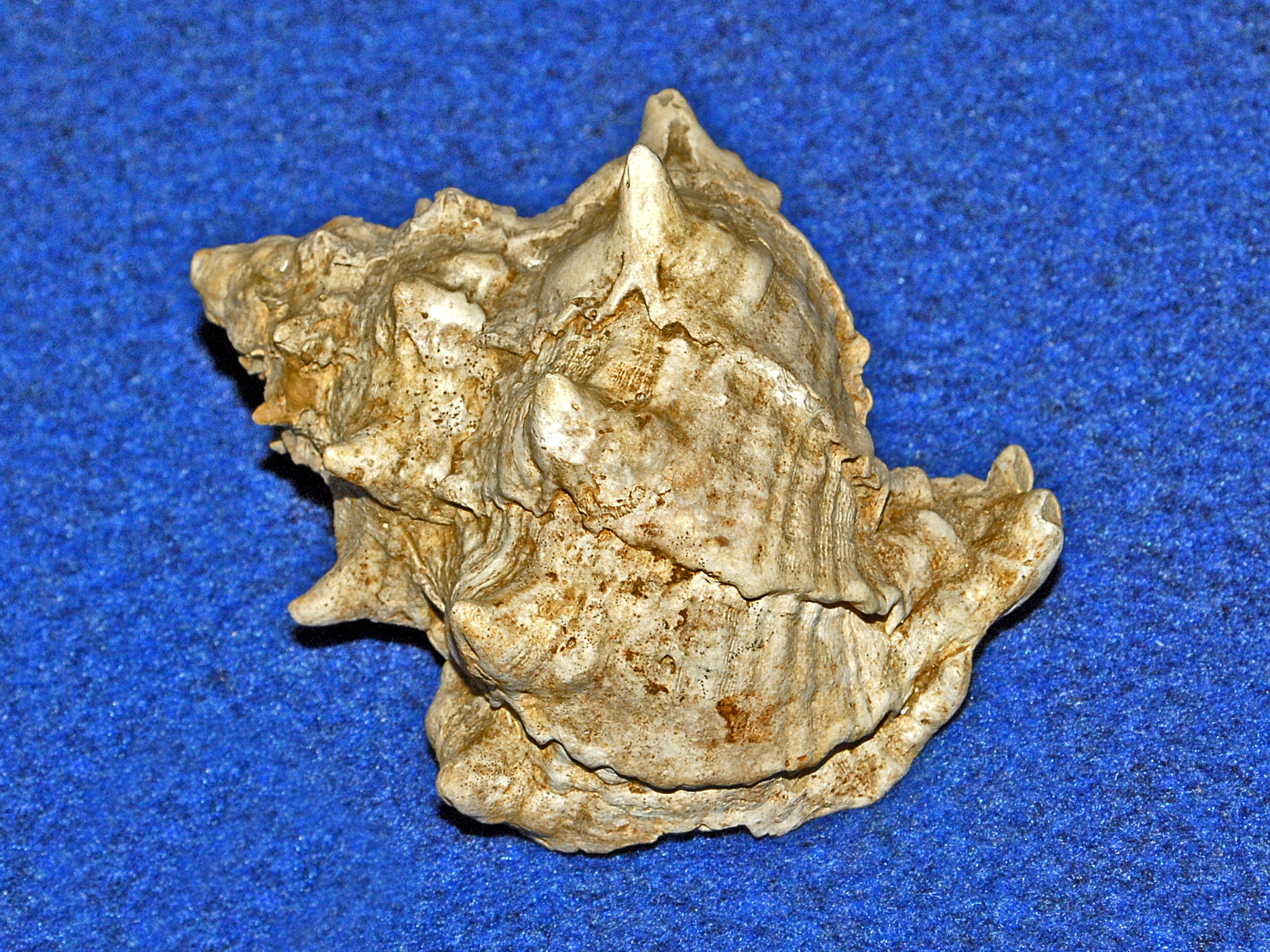
Hexaplex trunculus